# Lake Middleton
Der Lake Middleton ist ein See im Waitaki District der Region Canterbury auf der Südinsel von Neuseeland.

## Geographie
Der Lake Middleton befindet sich südwestlich des Lake Ōhau, nur durch eine 50 m bis 100 m breite, durchgehende Landzunge vom Lake Ōhau getrennt. Rund 220 m nördlich angrenzend liegt die kleine Siedlung Lake Ohau Alpine Village. Der See, der auf einer Höhe von 523 m anzutreffen ist, erstreckt sich über eine Länge von rund 815 m in Nord-Süd-Richtung und misst an seiner breitesten Stelle rund 415 m in Ost-West-Richtung. Dabei dehnt er sich über eine Fläche von 25 Hektar aus und sein Umfang beträgt rund 2,05 km.
Gespeist wird der See durch einen kleinen Bach, der an der südsüdwestlichen Seite des Sees zuläuft. Ein regelrechter Abfluss des Sees ist nicht zu erkennen.

## Waldbrand am See
Ein kleiner Campingplatz, der sich am See befand, wurde geschlossen, nachdem in den frühen Morgenstunden des 4. Oktober 2020 ein gewaltiger Waldbrand 50 Häuser am See zerstört hatte und eine Fläche von rund 5360 Hektar niedergebrannt war.